# Abdelmoumene Djabou
Abdelmoumene Djabou (Sétif, 31 gennaio 1987) è un ex calciatore algerino, di ruolo centrocampista.

## Carriera

### Club
Con l'ES Setif ha giocato 8 partite nella CAF Champions League.

### Nazionale
Ha partecipato con la sua Nazionale ai Mondiali di Brasile 2014, raggiungendo gli ottavi di finale, andando in rete due volte e mettendo a segno il gol più tardivo della storia dei Mondiali contro la Germania agli ottavi di finale al secondo tempo dei tempi supplementari al minuto 120 e 51 secondi.

## Palmarès

### Club

#### Competizioni nazionali
- Campionato algerino: 3

ES Sétif: 2006-2007, 2008-2009, 2011-2012
- Coppa d'Algeria: 1

ES Sétif: 2011-2012

#### Competizioni internazionali
- Lega dei Campioni dei Paesi Arabi: 2

ES Sétif: 2007, 2009